# Cărpiniș
Cărpiniș je obec v župě Timiș v Rumunsku. Žije zde přibližně 4 300 obyvatel. Obec se skládá ze dvou částí.

## Části obce
- Cărpiniș – 3 423 obyvatel
- Iecea Mică – 855 obyvatel